# Андреас фон Штайнберг
Андреас фон Штайнберг (*Andreas von Steinberg, д/н —1375) — посадовець та військовий діяч Лівонського ордену, учасник численних походів проти лівів, латгалів, земгалів, Псковської та Новгородської республік.

## Життєпис
Походив зі знатного роду Штайнбергів. Про батьків немає відомостей. Замолоду приєднався до Лівонського ордену. Перша згадка про нього датується 1343 роком. Зробив гарну кар'єру при ландмейстері Госвіні фон Геріке. У 1347 році стає ландкомтуром Віндау. Цю посаду обіймав до 1349 року. У 1354 році призначається ландмаршалом ордену. З 1355 року починає організовувати військові походи проти лівів, латгалів та земгалів.
Після смерті у 1359 році фон Геріке тимчасово виконував обов'язки ландмейстера до 1360 року, коли було обрано Арнольда фон Фітінгхофа. Після смерті у 1364 році фон Фітінгофа деякий час знову був тимчасовим ландмейстером. Його змінив новообраний Вільгельм фон Фрімерсгайм. У 1367 році здійснює вдалий похід проти міст Ізборськ та Псков. У 1368 році — похід проти Литовської держави. У 1369 році атакував місто Велія. Наступного року знову грабував литовські землі. У 1372 та 1373 роках знову здійснив два успішних грабіжницьких походи проти Литви. У 1375 році під час чергового походу проти литовців Андреас фон Штайнберг загинув у сутичці, близько 15 лютого.